# Арайя, Педро
Педро Дамьян Арайя Торо (исп. Pedro Damian Araya Toro; род. 23 января 1942, Сантьяго) — чилийский футболист, нападающий.

## Карьера
Профессиональную карьеру начал в 1961 году «Универсидад де Чили», где провёл 10 лет. За чилийский клуб Педро провёл 215 матчей и забил 82 гола. В 1971 году перешёл в мексиканский «Сан-Луис», за который играл на протяжении трёх сезонов. Последним клубом в карьере Арайи стал «Атлас», в котором также провёл 3 сезона.
За сборную Чили сыграл 65 матчей и забил 14 голов. Бронзовый призёр Чемпионата Южной Америки 1967 года в Уругвае. После чемпионата Педро стали называть чилийским Гарринчой. Участник чемпионата мира 1966 года в Англии. Сыграл во всех трёх матчах сборной на турнире.

## Достижения
- Чемпион Чили: 1964, 1965, 1967, 1969